# Peter Mullan
Peter Mullan (Peterhead, Escocia, 2 de noviembre de 1959) es un actor británico de cine, teatro y televisión, además de realizador de películas, que ha aparecido en filmes desde 1990.

## Biografía

### Orígenes
Mullan es el sexto de ocho hermanos, nació en Peterhead en el nordeste de Escocia, hijo de Patricia, una enfermera, y de Charles Mullan, un técnico de laboratorio que trabajaba en la Glasgow University. Su familia fue de creencia católica.
En su juventud trabajó en la profesión de guardia de seguridad en algunos pubs. Su padre murió al tiempo que Mullan comenzó a estudiar económicas e interpretación en la Universidad de Glasgow.

### Carrera fílmica
En la universidad, Peter Mullan comenzó en el mundo de la actuación y siguió actuando tras su graduación. Sus primeras apariciones en películas fueron en algunas producciones escocesas o inspiradas en Escocia como Shallow Grave, Trainspotting, Braveheart o un pequeño papel en la película Riff-Raff.
Más tarde Mullan apareció en el filme My Name Is Joe interpretando a un alcohólico, por ello ganó el Premio al mejor actor en el Festival de Cannes de 1998. Desde entonces ha aparecido en películas como el thriller Session 9 o Las hermanas de la Magdalena (The Magdalene Sisters), un papel que le valió el León de Oro del Festival de Cine de Venecia.

## Filmografía

### Cine
| Año  | Título                                        | Papel              | Director | Guionista | Notas                                                                                                 |
| ---- | --------------------------------------------- | ------------------ | -------- | --------- | --- |
| 1990 | The Big Man                                   | Vince              |          |           | |
| 1991 | Riff Raff                                     | Jake               |          |           | Premios Europeos de cine en Best European Film 1991                                                   |
| 1992 | Sealladh                                      | Sim                |          |           | Corto de Drama                                                                                        |
| 1993 | Close                                         | Vincent            | Sí       | Sí        | Corto de Thriller                                                                                     |
| 1994 | Shallow Grave                                 | Andy               |          |           | |
| 1995 | Fridge                                        | -                  | Sí       | Sí        | Corto                                                                                                 |
| 1995 | Good Day for the Bad Guys                     | John               | Sí       | Sí        | Corto de Terror                                                                                       |
| 1995 | Braveheart                                    | Veterano           |          |           | |
| 1996 | Trainspotting                                 | Swanney            |          |           | |
| 1997 | Poor Angels                                   | Gordon             |          |           | Corto de Drama/Thriller                                                                               |
| 1997 | Fairy Tale: A True Story                      | Sergeant Farmer    |          |           | |
| 1998 | Duck                                          | Mick               |          |           | |
| 1998 | Mi nombre es Joe                              | Joe Kavanagh       |          |           | Premio del 51° Festival de Cannes al mejor actor                                                      |
| 1998 | Orphans                                       | -                  | Sí       | Sí        | 1.er largometraje como director                                                                       |
| 1999 | Miss Julie                                    | Jean               |          |           | |
| 1999 | Mauvaise passe                                | Esposo de Patricia |          |           | |
| 2000 | Ordinary Decent Criminal                      | Stevie             |          |           | |
| 2000 | The Claim                                     | Daniel Dillon      |          |           | |
| 2001 | Session 9                                     | Gordon Fleming     |          |           | |
| 2002 | Las hermanas de la Magdalena                  | Mr. O'Connor       | Sí       | Sí        | Ganador del León de Oro 2002 (2.º largometraje como director)                                         |
| 2003 | Young Adam                                    | Les Gault          |          |           | |
| 2003 | Kiss of Life                                  | John               |          |           | |
| 2004 | Out of This World                             | Jim                |          |           | |
| 2004 | Criminal                                      | William Hannigan   |          |           | |
| 2004 | Blinded                                       | Francis Black      |          |           | |
| 2004 | Waves                                         | Él mismo           |          |           | |
| 2005 | On a Clear Day                                | Frank Redmond      |          |           | |
| 2006 | Cargo                                         | Brookes            |          |           | |
| 2006 | Children of Men                               | Syd                |          |           | |
| 2006 | True North                                    | Riley              |          |           | |
| 2007 | The Last Legion                               | Odoacer            |          |           | |
| 2007 | Dog Altogether                                | Joseph             |          |           | |
| 2007 | Boy A                                         | Tery               |          |           | |
| 2008 | Stone of Destiny                              | Papá de Ian        |          |           | |
| 2009 | Red Riding: 1974                              | Martin Laws        |          |           | |
| 2009 | Red Riding: 1980                              | Martin Laws        |          |           | |
| 2009 | Red Riding: 1983                              | Martin Laws        |          |           | |
| 2009 | Connolly                                      | James Connolly     |          |           | |
| 2010 | Harry Potter and the Deathly Hallows - Part 1 | Yaxley             |          |           | |
| 2010 | Neds                                          | El padre           | Sí       | Sí        | Ganador de la Concha de Oro en el Festival de San Sebastián de 2010 (3.er largometraje como director) |
| 2010 | The Neighbours                                | Ernest             |          |           | Corto                                                                                                 |
| 2011 | War Horse                                     | Ted Narracott      |          |           | |
| 2011 | Harry Potter and the Deathly Hallows - Part 2 | Yaxley             |          |           | |
| 2011 | Redención (Tyranossaur)                       | Joseph             |          |           | |
| 2014 | Hercules                                      | General Sitacles   |          |           | |
| 2018 | Mowgli: Legend of the Jungle                  | Akela              |          |           | |
| 2018 | Pearl                                         | Al                 |          |           | |
| 2019 | The Vanishing                                 | Thomas             |          |           | |

### Televisión
| Año                     | Título                                    | Papel              | Notas |
| ----------------------- | ----------------------------------------- | ------------------ | --- |
| 1988                    | The Steamie                               | Andy               | |
| 1990                    | Opium Eaters                              | Willy              | |
| 1990                    | Your Cheatin' Heart                       | Tonto              | 1.ª temporada, Episodios 3-5 |
| 1990                    | Taggart                                   | Peter Latimer      | 5.ª temporada, Episodio 2 6.ª temporada, Episodio 3                                                                                       |
| 1991                    | Jute City                                 | Mallet             | |
| 1992                    | Rab C. Nesbitt                            | Peter el Hechicero | 2.ª temporada, Episodio 6 |
| 1994                    | The Priest and the Pirate                 | Billy Hill         | |
| 1995                    | Ruffian Hearts                            | Chez               | |
| 1996                    | Nightlife                                 | Billy              | |
| 1997                    | The Longest Memory                        | Sanders sr         | Whitbread First Novel Award for First Novel 1994                                                                                          |
| 1997                    | Bogwoman                                  | Barry              | |
| 2003                    | This Little Life                          | Asesor             | |
| 2004                    | Shoebox Zoo                               | Michael Scot       | episodios desconocidos |
| 2007                    | British Film Forever                      | Él mismo           | 1.ª temporada, Episodio 3 |
| 2007                    | The Trial of Tony Blair                   | Gordon Brown       | |
| 2008                    | The Fixer                                 | Lenny Douglas      | 1.ª temporada, Episodios 1-6 |
| 2009                    | The Fixer                                 | Lenny Douglas      | 2.ª temporada, Episodios 1-6 |
| 2009                    | Scotland on Screen                        | Él mismo           | Documental (realizado el 17 de septiembre de 2009)                                                                                        |
| 2013                    | Top of the Lake                           | Matt Mitcham       | Temporada 1, personaje principal.el jefe de la familia Mitcham. Es el líder informal y temido del pueblo, con una compleja vida interior. |
| 2017                    | Ozark                                     | Jacob Snell        | |
| 2022                    | The Lord of the Rings: The Rings of Power | Rey Durin III      | |
| Apariciones ocasionales |                                           |                    | |
| Año                     | Título                                    | Papel              | Notas |
| 1995                    | Harry                                     | Jimmy              | 2.ª temporada, Episodio 6 |
| 2003                    | Richard & Judy                            | Él mismo           | Episodio del 13 de febrero de 2003 |
| 2005                    | Sunday Morning Shootout                   | Él mismo           | 2.ª temporada, Episodio 15 |
| 2005                    | Continuará...                             | Él mismo           | Episodio fechado el 14 de mayo de 2005 |
| 2006                    | Continuará...                             | Él mismo           | Episodio fechado el 12 de marzo de 2006                                                                                                   |

## Premios y distinciones
Festival Internacional de Cine de San Sebastián
| Año  | Categoría     | Trabajo nominado | Resultado |
| ---- | ------------- | ---------------- | --------- |
| 2010 | Concha de Oro | Neds             | Ganador   |

Festival Internacional de Cine de Cannes
| Año  | Categoría   | Trabajo nominado | Resultado |
| ---- | ----------- | ---------------- | --------- |
| 1998 | Mejor Actor | My name is Joe   | Ganador   |

Festival Internacional de Cine de Venecia
| Año  | Categoría                  | Trabajo nominado             | Resultado |
| ---- | -------------------------- | ---------------------------- | --------- |
| 1998 | Premio Isvema              | Orphans                      | Ganador   |
| 1998 | Premio Cult Network Italia | Orphans                      | Ganador   |
| 1998 | Premio Kodak               | Orphans                      | Ganador   |
| 1998 | Premio Pierrot             | Orphans                      | Ganador   |
| 2002 | León de Oro                | Las hermanas de la Magdalena | Ganador   |